# پیتر روزنتال
پیتر روزنتال (متولد ۱ ژوئن ۱۹۴۱ - درگذشته ۲۰۲۴) استاد برجسته ریاضیات در دانشگاه تورنتو، استاد کمکی حقوق در دانشگاه تورنتو، و وکیل در امور خصوصی است.

## دوران جوانی
روزنتال با پدر و مادر و دو برادرش در کویینز، نیویورک بزرگ شد.

## حرفه ریاضیات
روزنتال در سال ۱۹۶۲ از کارشناسی ریاضیات از کالج کوئینز، دانشگاه سیتی نیویورک فارغ‌التحصیل شد. وی در سال ۱۹۶۳ کارشناسی ارشد ریاضیات و در سال ۱۹۶۷ دکترای خود را در رشته ریاضیات از دانشگاه میشیگان به دست آورد. دکترای وی مشاور پایان‌نامه پاول هالموس بود. پایان‌نامه او، «در مورد شبکه‌های زیرفضاهای ناوردا» مربوط به عملگرهای موجود در فضای هیلبرت است و بیشتر تحقیقات بعدی وی در نظریه عملگرها و زمینه‌های مرتبط بوده‌است. بیشتر کارهای او مربوط به مسئله مسئله زیرفضای ناوردا، مسئله هنوز حل نشدهٔ وجود زیرفضاهای ناوردا برای عملگرهای خطی محدود در فضای هیلبرت بوده‌است. در میان بسیاری از موضوعات دیگر، او کمک قابل توجهی به توسعه جبرهای عملگر بازتابی و تحویلی و مطالعه شبکه‌های زیرفضاهای ناوردا، عملگرهای ترکیب در فضای هاردی-هیلبرت و معادلات اپراتورهای خطی کرده‌است. نشریات وی شامل گروهی با همکار دیرینه او حیدر رجوی می‌باشد، از جمله کتاب «زیرفضاهای ناوردا» است (نشریات-اشپرینگر، ۱۹۷۳؛ چاپ دوم ۲۰۰۳).
روزنتال بر پایان‌نامه‌های دکتری پانزده دانشجو و کار تحقیقاتی تعدادی از دانشجویان پسا دکترا نظارت داشته‌است.

## آثار
- Radjavi, Heydar; Rosenthal, Peter (1973), Invariant Subspaces, Springer, MR 0367682، نسخه 2 MR
- Radjavi, Heydar; Rosenthal, Peter (2000), Simultaneous Triangularization, Springer, ISBN 978-0-387-98466-7978-0-387-98466-7
- Martinez-Avendano, Ruben; Rosenthal, Peter (2006), An Introduction to Operators on the Hardy-Hilbert Space, Springer, ISBN 978-0-387-35418-7978-0-387-35418-7
- (with Sheldon Axler and Donald Sarason) editors. A Glimpse at Hilbert Space Operators, Birkhäuser، 2010.
- Rosenthal, Daniel; Rosenthal, David; Rosenthal, Peter (2014), A Readable Introduction to Real Mathematics, Springer, ISBN 978-3-319-05654-8, MR 3235953978-3-319-05654-8